# Ougney-Douvot
Ougney-Douvot är en kommun i departementet Doubs i regionen Bourgogne-Franche-Comté i östra Frankrike. Kommunen ligger i kantonen Roulans som tillhör arrondissementet Besançon. År 2022 hade Ougney-Douvot 253 invånare.

## Befolkningsutveckling
Antalet invånare i kommunen Ougney-Douvot
Referens:INSEE